# Oudewijvenknoop
De oudewijvenknoop, of kort het oud wijf, bestaat uit twee halve knopen die anders dan bij de platte knoop niet symmetrisch ten opzichte van elkaar leggen. Het is een meestal foutief gelegde platte knoop, waarbij de uiteinden van het gebruikte touw niet elk om de losse uiteinden klemmen, maar uiteindelijk eingszins scheef op elkaar komen te staan als de knoop onder spanning gezet wordt. Het is daardoor geen effectieve knoop en onder spanning zal de knoop gemakkelijk losschieten.
Veel mensen leggen in hun schoenveters een oudewijvenknoop, met de twee uiteinden als slippende lussen. Hun schoenveters raken gemakkelijk los. Een goede knoop is een platte knoop met de veters bij de eerste slag in de ene richting en de lussen in de andere richting te leggen.

schoenveterknoop
platte knoop